# Wolfsschluchthütte
Die Wolfsschluchthütte ist eine vom Ortsverein Esthal des Pfälzerwald-Vereins bewirtschaftete Schutzhütte im Pfälzerwald. Sie befindet sich südwestlich der Gemeinde Esthal. Die Hütte liegt in einer Höhe von 262 m ü. NHN. Sie bietet keine Übernachtungsmöglichkeiten an. Der Name der Hütte kann nicht aus den geographischen Gegebenheiten abgeleitet werden. Möglicherweise gibt es einen historischen Zusammenhang zum nahegelegenen Forsthaus Wolfsgrube. Mit den anderen Häusern des Pfälzerwald-Vereins ist es seit 2021 mit dem Eintrag Pfälzerwaldhütten-Kultur Bestandteil des Immateriellen Kulturerbes in Deutschland der deutschen UNESCO-Kommission.

## Geschichte
Das Gebäude wurde schon im Jahr 1900 als Pumpstation der Wasserversorgung errichtet. Die PWV-Ortsgruppe Esthal übernahm 1960 das Gebäude und baute es bis zum Jahr 1961 zum Wanderheim um. 1999 wurde der Erweiterungsbau auf der Südseite mit Toiletten und einem zusätzlichen Gastraum errichtet.

## Lage
Die Hütte liegt direkt am Breitenbach, der die Gemarkungsgrenze der Gemeinden Elmstein und Esthal bildet, auf der Esthaler Seite. Der Ort gehört zur Verbandsgemeinde Lambrecht im Landkreis Bad Dürkheim. Die Fahrstraße von Appenthal über Harzofen nach Esthal führt an der Hütte vorbei.

## Zugänge und Wanderungen
Die Hütte kann zu Fuß oder per PKW erreicht werden. Ein Wandererparkplatz befindet sich nahe an der Hütte. Wanderungen zur Hütte können vom Speyerbachtal in Breitenstein entlang des Breitenbachs in etwa einer Stunde, von Harzofen über Schwabenbach in etwa 40 Minuten, von Esthal in etwa 30 Minuten oder vom Forsthaus Schwarzsohl in einer Stunde erfolgen. Wanderziele um die Hütte können der Museumswald am Kleinen Ehscheid (372 m), sowie die Burgruinen in Erfenstein, Breitenstein und Elmstein sein. Die Hütte ist auch eine Station des Pfälzer Hüttensteigs. Benachbarte bewirtschaftete Wanderhütten sind das Forsthaus Breitenstein, das Forsthaus Schwarzsohl und das Naturfreundehaus Harzofen.